# Les Niaiseries acadiennes
La page Les Niaiseries Acadiennes est née sur Facebook, le 8 août 2013 à Le Goulet. Elle a comme but premier de faire rire la population de la Péninsule acadienne en abordant plusieurs thèmes reflétant les différents aspects et attraits de la région et du Nouveau-Brunswick. Avec le temps, des Acadiens de partout ont adopté la page.
Dès la première semaine, la page d’humour acadien a atteint 4 000 abonnés, ce qui lui a valu un article dans l’Acadie Nouvelle en date du 14 août 2013. Le 6 août 2014, un second article est présenté dans le quotidien l'Acadie Nouvelle afin de vanter la page des Niaiseries Acadiennes.Les créateurs seront invités à l'émission Méchante Soirée! présenté à la télévision de Radio-Canada Acadie.
Depuis novembre 2014, ils produisent des capsules humoristiques présentées à CKRO 97.1 FM. Le partenariat est toutefois de très courte durée puisque cela « demande une très grande préparation ainsi que beaucoup de ressources humaines ».
Les Niaiseries acadiennes ont parfois été prises pour de vraies nouvelles, ou au contraire de vraies nouvelles ont pu être interprétées comme des inventions. Par exemple, le premier avril 2014, le site annonçait qu'une automobile a percuté une pizzeria de Lamèque. L'article de L'Acadie nouvelle du lendemain avait dû préciser que « malgré les apparences, il ne s'agit pas d'un poisson d'avril ni d'une photo truquée ».